# Ай лав ю, Петровичу!
«Ай лав ю, Петровичу!» — радянський художній фільм 1990 року, знятий режисером В'ячеславом Колегаєвим на Одеській кіностудії.

## Сюжет
Троє хлопців і дівчина вирушають в інше місто, щоб розшукати батька одного з них, щоб отримати від нього гроші як компенсацію за те, що він пішов із сім'ї. Дорогою вони знайомляться з бомжем Петровичем, і ця зустріч змушує їх багато про що замислитися.

## У ролях
- Ігор Ясулович — Петрович
- Гелена Кірик — Даша
- Олег Філіпчик — Дрюня
- Ігор Письменний — Льоха
- Юрій Крестинський — Мовчун
- Валентин Букін — людина
- Наталія Корчагіна — епізод
- Микола Семенов — епізод
- Лариса Коршунова — епізод
- Дмитро Наливайчук — епізод
- Сергій Пономаренко — Федір
- Юрій Нездименко — епізод
- Володимир Рябцев — епізод
- Павло Кормунін — епізод
- Валентин Бєлохвостик — чоловік у білому плащі
- Віктор Тарасов — генерал на полюванні
- Павло Дубашинський — епізод
- Микола Кириченко — епізод
- Д. Лівньова — епізод

## Знімальна група
- Режисер — В'ячеслав Колегаєв
- Сценарист — Сергій Бєлошніков
- Оператор — Сергій Лилов
- Композитор — Ігор Кантюков
- Художник — Олексій Бокатов